# Webcasteller
Webcasteller és una pàgina web d'informació castellera. Inclou estadístiques actualitzades dels castells realitzats per les colles, agenda de les actuacions, rànquings de temporada, hemeroteca de premsa especialitzada, fotos, vídeos, blocs de periodistes especialitzats i fòrum de discussió castellera.

## Història
El 6 de març del 2003 la Colla Jove Xiquets de Tarragona, una de les més veteranes a internet –hi és des del 4 de desembre de 1995–, va presentar i inaugurar el portal Webcasteller, en un acte celebrat a l'Auditori de la Caixa Tarragona.
Un dels aspectes més destacats del nou Webcasteller de la colla tarragonina és l'ampliació del Banc de Dades Casteller Interactiu (BDCI), obert el 1996 amb els resultats de totes les actuacions castelleres des d'aleshores fins ara. Amb el rellançament d'aquest web, la potència del banc de dades s'ha ampliat fins al 1926, a fi d'englobar tota l'època moderna dels castells. L'any 2005 el BDCI va incloure informació de gairebé 80.000 castells aixecats dins i fora de Catalunya, dividits en quatre grans períodes: la Renaixença (1926-1936), l'Estancament (1939-1966), la Recuperació (1967-1980) i la Nova Època d'Or (1981-actualitat).
El 2016 es renovà amb el seu pas al domini .cat, amb un nou disseny i noves eines i paràmetres de recerca. En aquella data ja disposava de més de 192.500 castells indexats, 300 diades i més 1200 places o indrets diferents on s'hi han fet castells, tots ells consultables i comparables creuant les dades de forma senzilla, intuïtiva i a l'abast de tothom. Amb l'actualització, Webcasteller va ampliar la seva cobertura amb la indexació de recursos documentals vinculats a aquestes diades i castells. Així, hi ha disponibles 16.300 recursos multimèdia de fotografia o vídeo, tots indexats a la diada i castells corresponents, 42.500 articles web i 6.000 articles en premsa escrita digitalitzats i disponibles per descarregar en format PDF.

### Premi Joan Ventura i Solé
L'any 2008 la pàgina web va rebre el Premi Joan Ventura i Solé, un premi de periodisme casteller organitzat per la Colla Joves Xiquets de Valls.